# Futuro portaviones francés
La Marina Nacional francesa está planificando actualmente un futuro portaaviones como nuevo buque insignia. Es conocido en francés como Porte-avions de nouvelle génération (PANG o PA-NG), que significa 'portaaviones de nueva generación'. Se espera que la construcción del PANG comience alrededor de 2025 y entre en servicio en 2038; el año en que se retirará el portaaviones Charles de Gaulle (R91). El barco será de propulsión nuclear y contará con el sistema de catapulta del Sistema Electromagnético de Lanzamiento de Aeronaves (EMALS).

## Historia

### Antecedentes

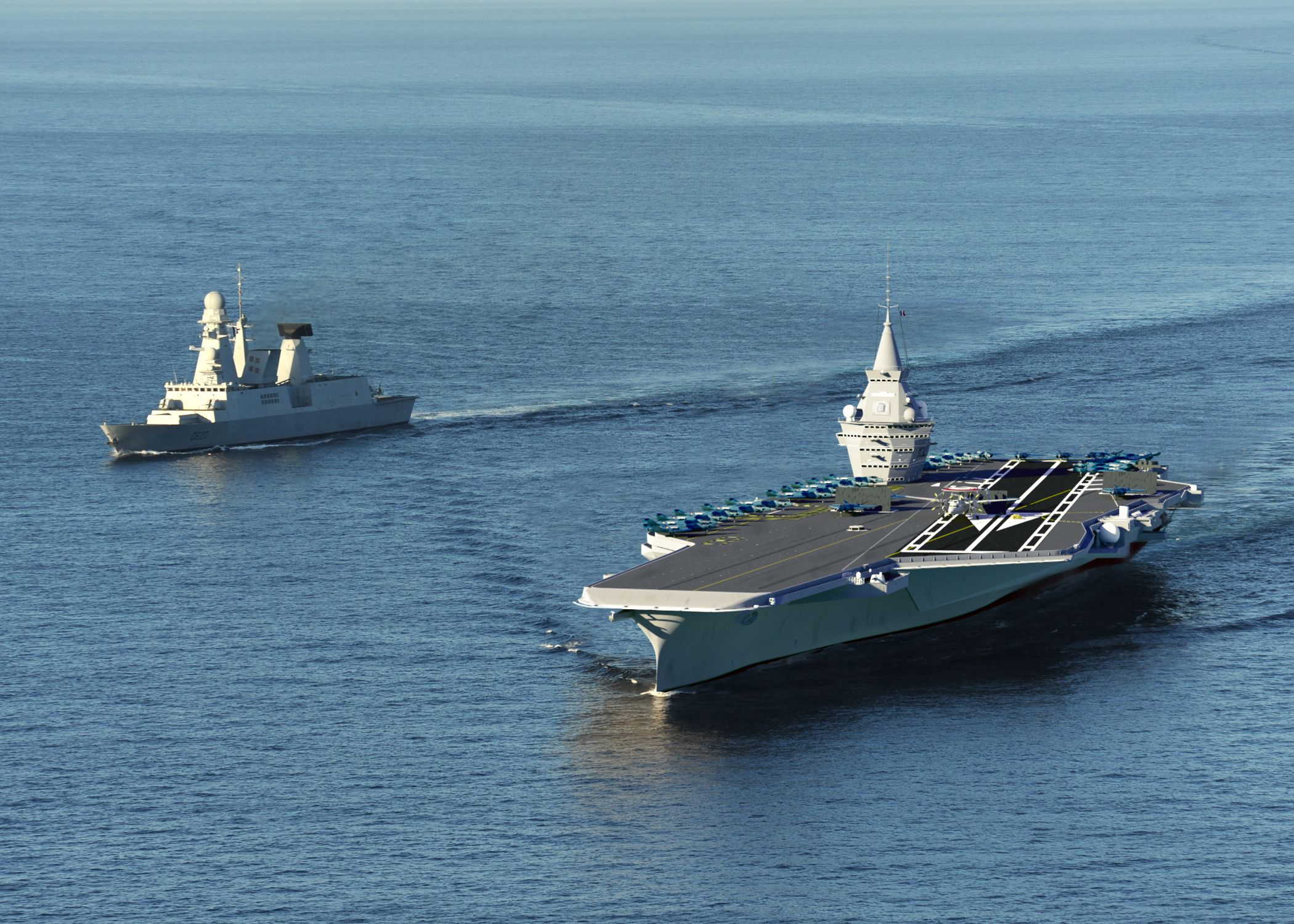
Representación artística del PANG (R92) navegando junto con la fragata Forbin (D620).

El actual portaaviones francés, el Charles de Gaulle (R91) de propulsión nuclear, entró en servicio el 18 de mayo de 2001. Como único portaaviones de la Armada francesa, los períodos de mantenimiento del barco dejan a Francia sin un portaaviones disponible. Como resultado, el proyecto PA2 (en francés: Porte-Avions 2, "Portaaviones 2") comenzó en 2003 para estudiar la viabilidad de otro portaaviones basado en el diseño de la británica clase Queen Elizabeth. El proyecto PA2 se suspendió en 2009 y finalmente se canceló en 2013.
En octubre de 2018, la ministra francesa de las Fuerzas Armadas, Florence Parly, anunció el inicio de un segundo programa de portaaviones, esta vez como reemplazo del Charles de Gaulle. La legislación de planificación militar para 2019-2025 (Loi de programmation militaire 2019-2025) definió una fase de estudio de 18 meses y 40 millones de euros, para permitir que el presidente decida las principales características del programa para 2020. En mayo de 2020, durante una visita a Chantiers de l'Atlantique, Parly afirmó que el nuevo portaaviones se construiría en Saint-Nazaire, como se esperaba, ya que es el único dique seco en Francia capaz de albergar barcos de ese tamaño.
La arquitectura, las opciones de propulsión y el número de barcos debían ser decididos originalmente por el presidente Macron en julio de 2020, para permitirle hacer el anuncio en el Día de la Bastilla. Sin embargo, el 6 de julio de 2020, una reorganización gubernamental puso a cargo al gobierno de Castex, lo que obligó a retrasar el Consejo de Defensa para más adelante en el año.
Durante una visita al sitio de Framatome en Le Creusot el 8 de diciembre de 2020, el presidente Macron anunció oficialmente el inicio del programa PANG y la selección de propulsión nuclear para el nuevo barco.

### Construcción
En mayo de 2020, la ministra de Defensa, Florence Parly, declaró que el PANG se construiría en Saint-Nazaire en Chantiers de l'Atlantique.
El trabajo de diseño preliminar de los nuevos reactores nucleares K22 de 220 MW para impulsar el barco se completó en 2023. Se prevé un contrato de producción para el barco en sí alrededor de 2025 y la construcción del casco comenzará alrededor de 2031. Se prevé que las pruebas en el mar comiencen alrededor de 2035.

## Galería

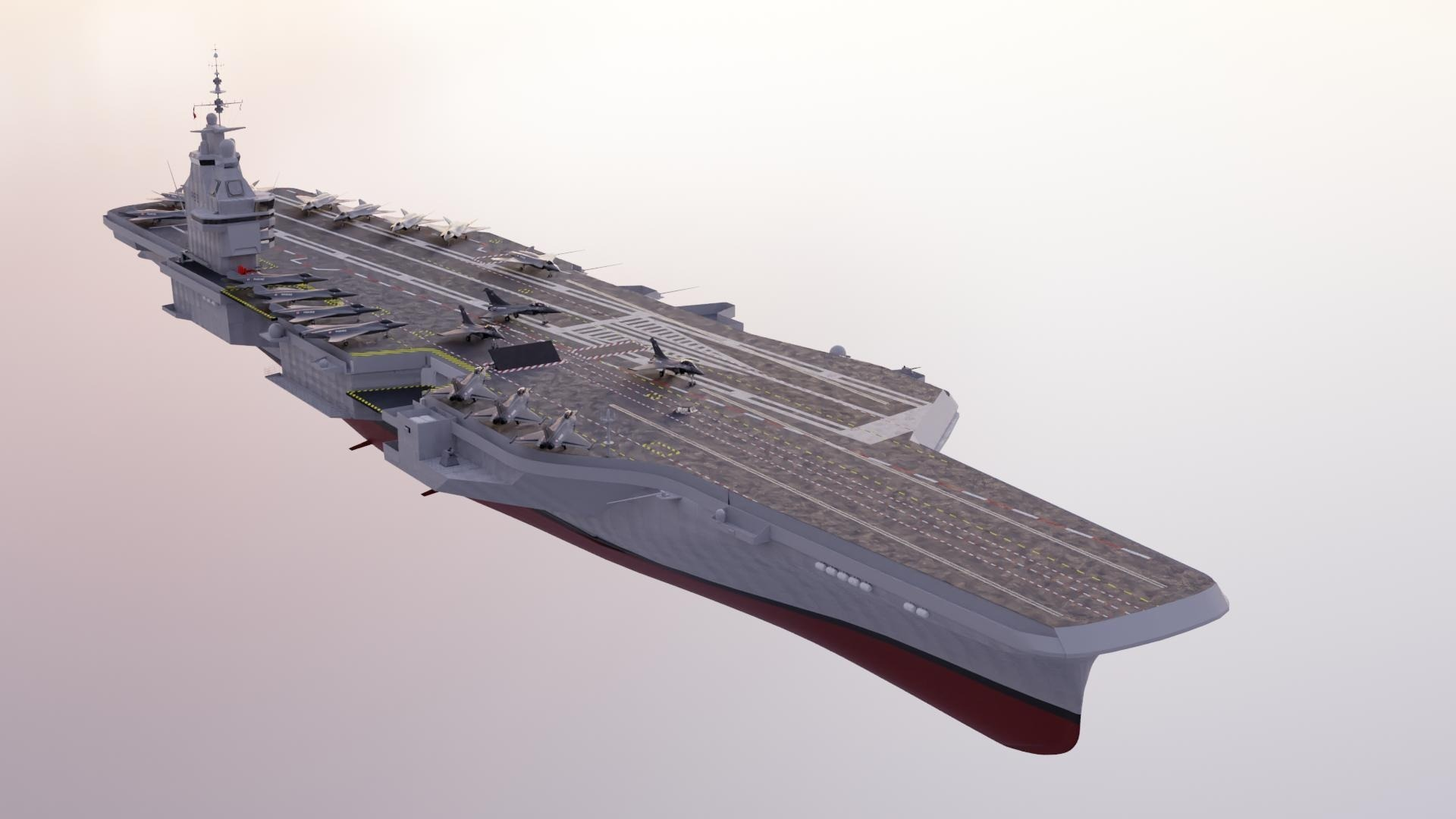
Representación de los esquemas generales de la nave.
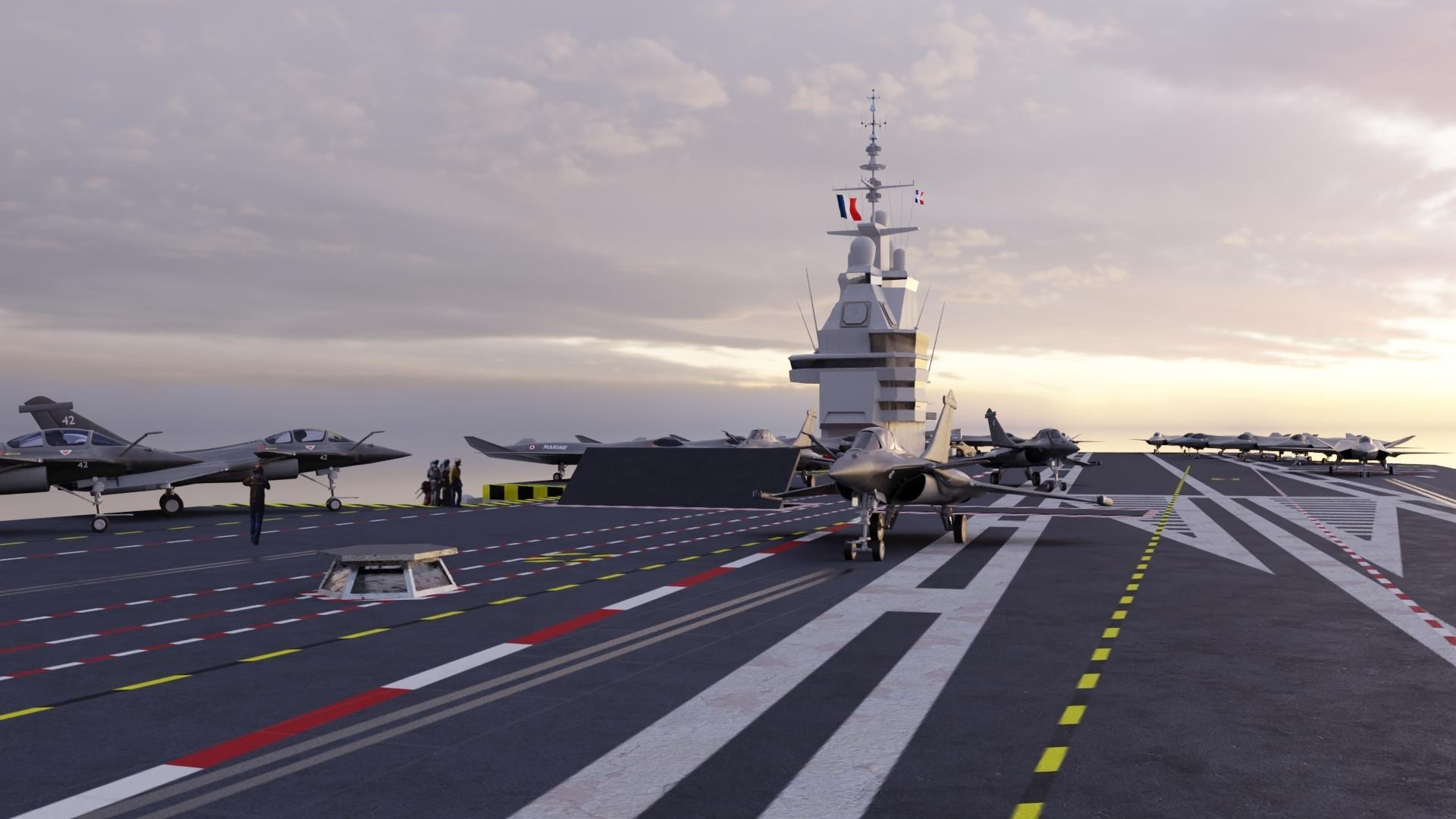
Representación de la vista desde la cabina de vuelo, con las distintivas marcas de aterrizaje francesas.
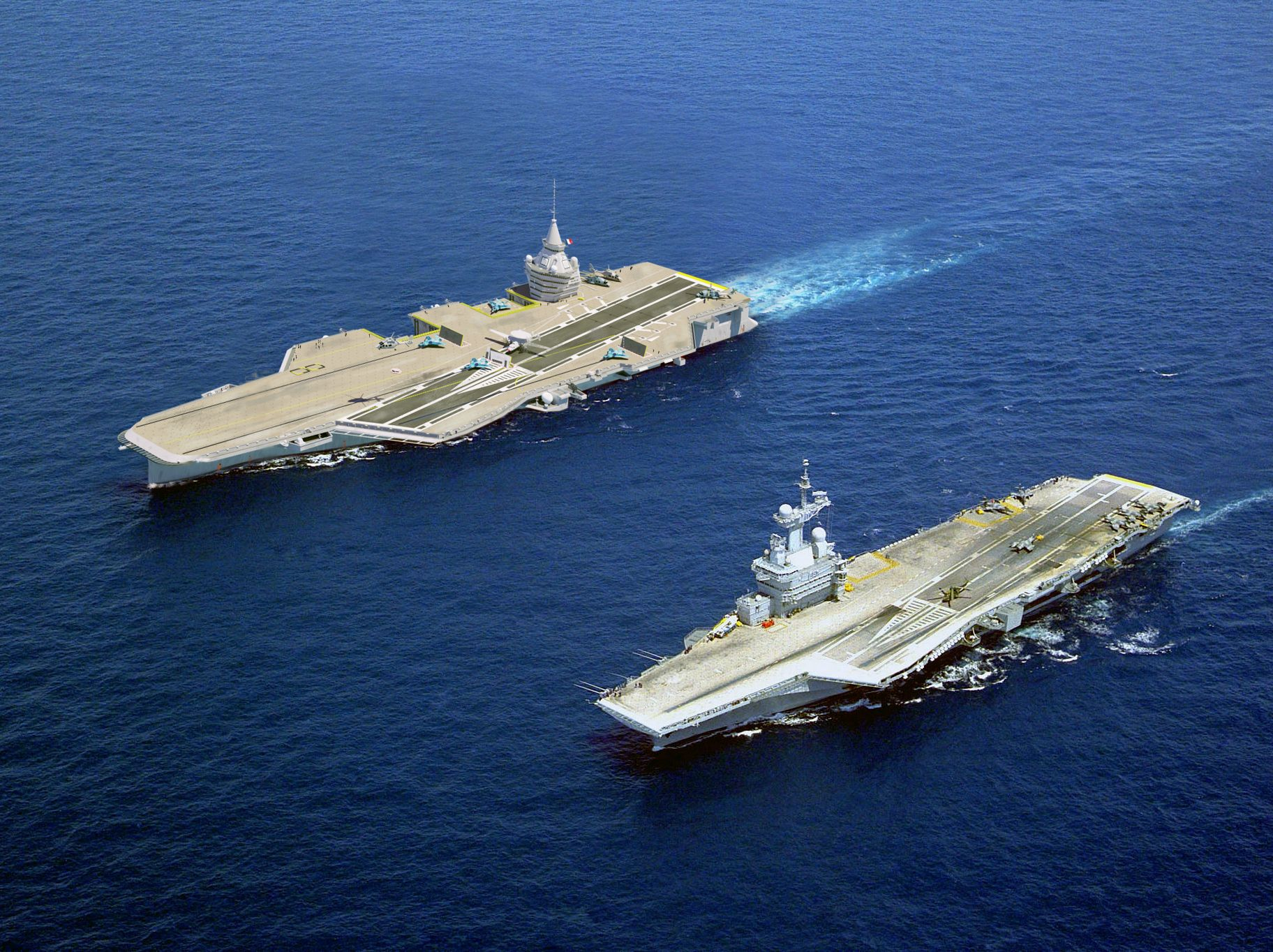
Representación del futuro portaviones PANG (R92) navegando junto al Charles de Gaulle (R91), buque que está planificado que sustituya a finales de la década de 2030.
- Modelo 3D interactivo.

### Buques similares
- Clase Gerald R. Ford
- Portaaviones Tipo 003
- Clase Queen Elizabeth
- Shtorm